# Johann Gottfried Krügner der Ältere

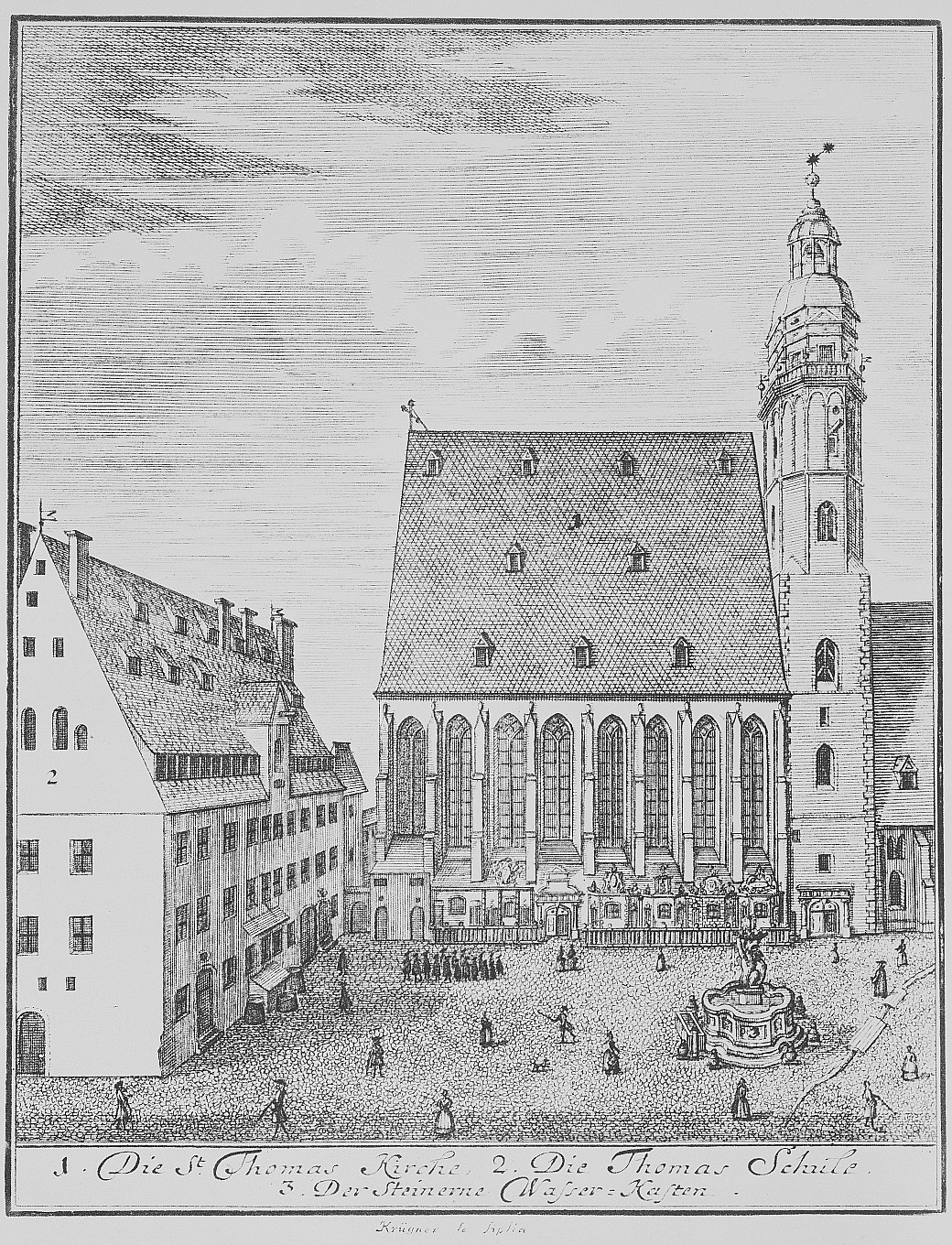
Thomaskirche und ältere Thomasschule im Jahre 1723, Kupferstich, Stadtgeschichtliches Museum Leipzig

Johann Gottfried Krügner der Ältere (* um 1684 in Dresden; † 25. Februar 1769 in Leipzig) war ein sächsischer Kupferstecher.

## Leben
Er wurde 1684 als Sohn eines Musikers in Dresden geboren. In seiner Heimatstadt und später in Leipzig lernte er das Kupferstechen. Sein Wirkungsort wurde letztere Stadt, wo er Porträtkupfer (u. a. von Dominique Bouhours, Roland Adrian, Christian Ludwig Ermisch, Louis-Antoine de Noailles und Johannes Otto von Münsterberg) und Buchtitel als Auftragswerke bearbeitete. Er ehelichte 1726 Rosine Dorothee, Tochter des Leipziger Verlegers Johann Theodor Boetius. Die Buchhandlung vertrieb die Klavierübungen von Johann Sebastian Bach auf Kommission. Krügners Sohn Johann Gottfried Krügner der Jüngere (1714–1782) war ebenfalls Kupferstecher.